# Dietrich I. (Are)
Graf Dietrich I. von Are (auch: Diedrich, Diederich, Theoderich, auch von Aar; urkundlich zwischen 1107 und 1126 nachgewiesen) gilt als der Begründer des edelfreien Geschlechts der Grafen von Are und als Erbauer des Stammsitzes, der Burg Are.

## Leben und Wirken

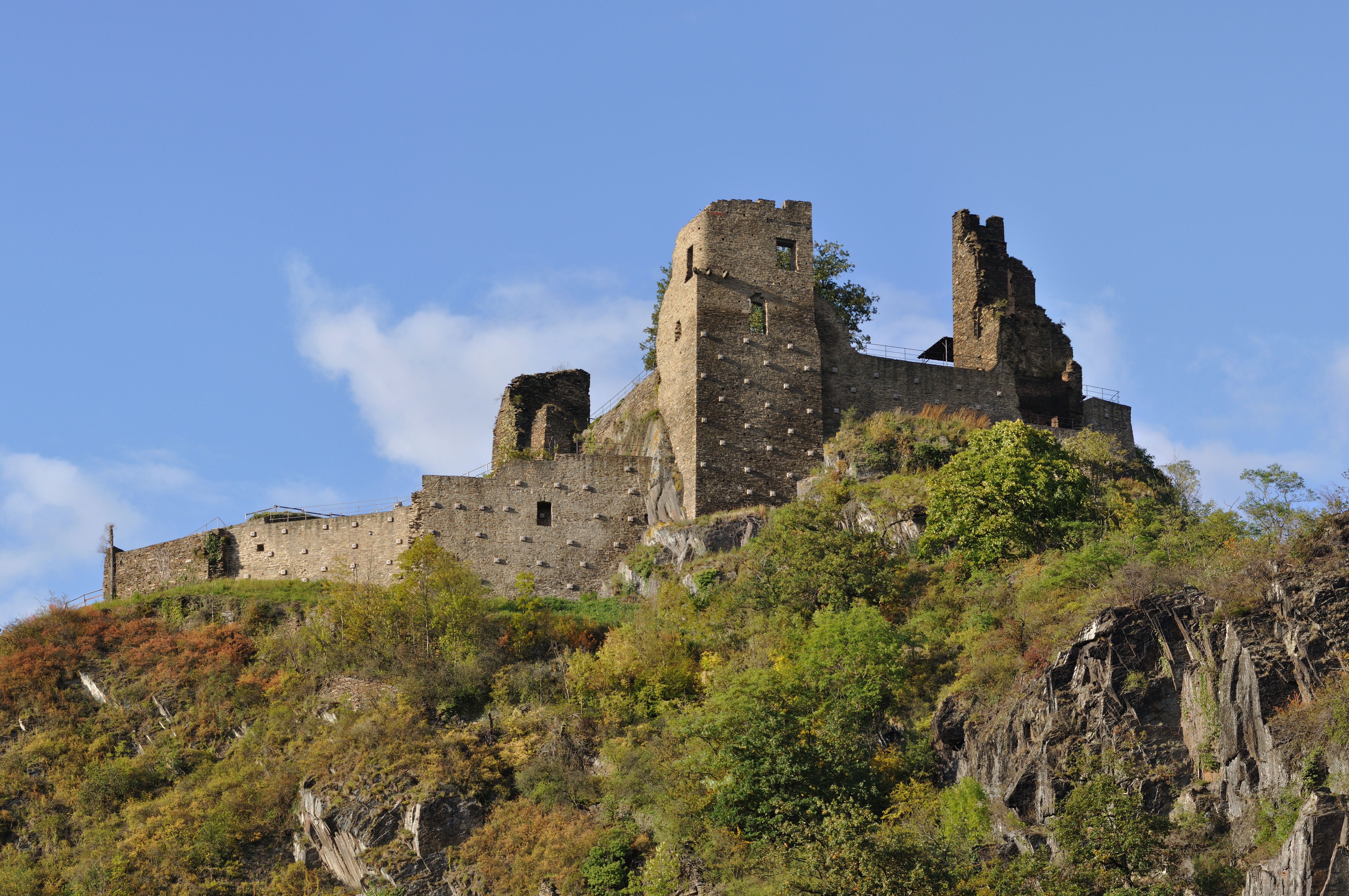
Burg Are

Die Eltern des Dietrich I. von Are sind unbekannt. Nach Auffassung des Historikers Schannat war einer seiner Vorfahren der Gaugraf des Ahrgaus „Sigebad“, der um 930 lebte. Weiterhin soll Graf Gerhard I. von Hochstaden, der Stifter der Linie der Grafen von Hochstaden, Dietrichs jüngerer Bruder gewesen sein.
Dietrich war Obervogt zu Münstereifel und Schirmvogt des von seinen Vorfahren gegründeten Klosters Steinfeld. Die Obervogtei zu Münstereifel besaß er als Prümsches Lehen mit dem Recht, dort einen Untervogt zu bestellen, der seine Gerichtsbarkeit dann von ihm zu Lehen trug. So wurde in einer Urkunde von 1115 Dietrich als Obervogt (summus adoucatus) und ein gewisser „Rudolph“ als Untervogt (subadoucatus) zugleich genannt, während in einer früheren Urkunde von 1110 Dietrich als Vogt alleine erscheint. Auch das Kölner Domkapitel hatte den Grafen Dietrich zum Schirmvogt von Erpel erwählt, worauf er jedoch bald wieder verzichtete.
Erzbischof Friedrich I. von Köln (1100–1131) sagt in einer Urkunde vom Jahre 1121, in welcher er die Stiftung des Klosters Steinfeld bestätigt, er habe das Kloster, welches im Eifelgau in der Grafschaft des Grafen „Diedrich von Aar“ liege und von den Vorfahren dieses Grafen gestiftet worden sei, von demselben erworben. Der Erzbischof bestimmt in dieser Urkunde den genannten Grafen und diejenigen von seinen Erben, welche ihm rechtmäßig im Besitze des „Schlosses Aar“ folgen würden, zu Schutzvögten (Advocati) des Klosters Steinfeld und setzt die Rechte und Pflichten der Schutzvögte fest.
Dietrich wurde in verschiedenen Urkunden der Erzbischöfe zu Trier und zu Köln als Zeuge genannt. In der Urkunde des Erzbischofs Bruno von Trier (1102–1124) über die Stiftung der Abtei Springiersbach vom Jahre 1107 wird Dietrich unter den freien Weltlichen (Laicis liberis), welche als Zeugen die Urkunde unterzeichneten, als „Theoderico de ara“ gleich nach dem Grafen Wilhelm von Luxemburg aufgeführt. In einer Urkunde des Erzbischofs Friedrich I. von Köln über die Kirche von Dunwalt (Dünnwald) vom Jahre 1117 erscheint „Theodoricus comes de Ara“. Derselbe kommt in einer Urkunde desselben Erzbischofs vom Jahre 1120 und in einer andern vom Jahre 1125 vor.
Dietrich I. starb zwischen den Jahren 1126 und 1132.

## Familie
Der Name seiner Ehefrau ist nicht überliefert, vielleicht eine Tochter von Hermann von Salm.
Dietrich I. hinterließ vier Söhne:
- Lothar der ihm in der Grafschaft Are folgte
- Ulrich, Begründer der Linie Are-Nürburg
- Gerhard, Propst zu Bonn und Maastricht
- Otto, Begründer der Linie Are-Hochstaden

Das verwandtschaftliche Verhältnis zu Sigewin von Are, der von 1078 bis 1089 Erzbischof von Köln war, ist unklar. Hergeleitet aus dem Sterbejahr Sigewins und den Lebensdaten Dietrichs, könnte Sigewin ein Onkel Dietrichs gewesen sein.